# Leucania major
Leucania major là một loài bướm đêm trong họ Noctuidae.